# Okręty podwodne typu Ronis
Okręty podwodne typu Ronis – łotewskie okręty podwodne z okresu dwudziestolecia międzywojennego. W latach 1925–1927 we francuskich stoczniach Ateliers et Chantiers de la Loire w Nantes i Chantiers et Ateliers Augustin Normand w Hawrze zbudowano dwa okręty tego typu – „Ronis” i „Spidola”. Przyjęte do służby w łotewskiej marynarce wojennej w 1927 roku, służyły do aneksji Łotwy przez ZSRR. W sierpniu 1940 roku obie jednostki włączono do Floty Bałtyckiej bez zmiany nazwy. Po agresji Niemiec na ZSRR „Ronis” i „Spidola” zostały samozatopione 24 czerwca 1941 roku w Lipawie. Podniesione przez Niemców, w 1943 roku zostały złomowane.

## Projekt i budowa
Okręty podwodne typu Ronis zostały zamówione przez rząd Łotwy we Francji. Zawarty w październiku 1924 roku kontrakt opiewał na 6,5 mln łatów. Głównym konstruktorem jednostek był inż. Jean Simonot . Okręty miały tradycyjny dla konstrukcji francuskich układ wyrzutni torped: dwie stałe na dziobie i dwa zewnętrzne podwójne obracalne aparaty torpedowe na pokładzie  .
„Ronis” został zbudowany w stoczni Ateliers et Chantiers de la Loire w Nantes, a „Spidola” w stoczni Chantiers et Ateliers Augustin Normand w Hawrze. Stępki okrętów położono w 1925 roku  , a zwodowane zostały w roku 1926.
| Okręt     | Stocznia | Początek budowy | Wodowanie           | Wejście do służby |
| --------- | -------- | --------------- | ------------------- | ----------------- |
| „Ronis”   | Loire    | 1925            | 1 lipca 1926        | 1927              |
| „Spidola” | Normand  | 1925            | 6 października 1926 | 1927              |

## Dane taktyczno-techniczne

Rzut boczny okrętów typu Ronis

Okręty typu Ronis były okrętami podwodnymi konstrukcji dwukadłubowej o długości całkowitej 55 metrów, szerokości 4,8 metra i zanurzeniu 3,6 metra . Wyporność normalna w położeniu nawodnym wynosiła 390 ton, a w zanurzeniu 514 ton . Okręty napędzane były na powierzchni przez dwa silniki wysokoprężne Sulzer o łącznej mocy 1300 KM, a pod wodą poruszały się dzięki dwóm silnikom elektrycznym o łącznej mocy 700 KM . Dwa wały napędowe poruszające dwoma śrubami zapewniały prędkość 14 węzłów na powierzchni i 9 węzłów w zanurzeniu . Zapas paliwa wynosił 19 ton. Zasięg wynosił 1600 Mm przy prędkości 14 węzłów w położeniu nawodnym i 85 Mm przy prędkości 4,5 węzła w zanurzeniu . Dopuszczalna głębokość zanurzenia wynosiła 50 metrów  .
Okręty wyposażone były w sześć wyrzutni torped kalibru 450 mm: dwie stałe dziobowe oraz dwa obracalne podwójne aparaty torpedowe usytuowane przed i za kioskiem, zakryte osłonami, z łącznym zapasem ośmiu torped  . Uzbrojenie artyleryjskie stanowiło działo przeciwlotnicze kal. 75 mm M1925 L/35 oraz dwa karabiny maszynowe kal. 8 mm .
Załoga pojedynczego okrętu składała się z 27 oficerów, podoficerów i marynarzy .

## Służba
„Ronis” wraz z bliźniaczym „Spidola” zostały przyjęte do służby w marynarce łotewskiej w 1927 roku  . Koniec służby nastąpił w sierpniu 1940 roku w wyniku aneksji Łotwy przez ZSRR  . Obie jednostki zostały 19 sierpnia 1940 roku bez zmiany nazw włączone do Floty Bałtyckiej, trafiając do stoczni na remont  . W momencie agresji Niemiec na ZSRR „Ronis” i „Spidola” nadal znajdowały się w stoczni remontowej w Lipawie. 24 czerwca 1941 roku rozkazem kpt. mar. J. Afanasjewa (dowódcy niszczyciela „Lenin”) oba okręty zostały samozatopione za pomocą ładunków wybuchowych, aby uniknąć zdobycia przez wroga. Podniesione przez Niemców, w 1943 roku zostały złomowane .